# MCV (wskaźnik)
MCV (ang. mean corpuscular volume) – wskaźnik średniej objętości krwinki czerwonej. Norma dla osób dorosłych 82-92 fl (femtolitr; femto = 10-15). Norma dla dzieci wynosi od 78–98 fl.
Wartości objętości krwinek niższe niż 70 fl są charakterystyczne dla niedoboru żelaza. Wyższe niż 110 fl mogą świadczyć o niedokrwistości z niedoboru witaminy B12 lub kwasu foliowego.
MCV obliczane jest ze wzorów:
- Hematokryt [%] x 10 / liczba erytrocytów [mln/1 μL] lub
- Hematokryt [L/L] x 1000 / liczba erytrocytów [x 1012 / 1L][1]